# أباكورا
أباکورا (بالإنجليزية: Apakura)‏ ربة يكرمها شعب الماوري في نيوزيلاندا. هي إحدى الأمهات الميثولوجيات اللواتي ربين أبناءهن على السمو والمجد.